# Чапајевск
Чапајевск (рус. Чапаевск) град је у Русији у Самарској области. Према попису становништва из 2010. у граду је живело 72.689 становника.

## Становништво
Према прелиминарним подацима са пописа, у граду је 2010. живело 72.689 становника, 1.223 (1,65%) мање него 2002.
| 1939.  | 1959.  | 1970.  | 1979.  | 1989.  | 2002.  | 2010.  |
| ------ | ------ | ------ | ------ | ------ | ------ | ------ |
| 58.050 | 83.263 | 86.099 | 84.607 | 97.984 | 73.912 | 72.692 |